# Křídla
Křídla település Csehországban, a Žďár nad Sázavou-i járásban. Křídla Dlouhé, Nová Ves u Nového Města na Moravě, Nové Město na Moravě és Zvole településekkel határos. Lakosainak száma 374 fő (2024. január 1.).

## Népesség
A település lakosságának változását az alábbi diagram mutatja:
| Lakosok száma | 352  | 321  | 334  | 283  | 281  | 328  | 342  | 354  | 368  | 374  |
|               | 1869 | 1900 | 1921 | 1961 | 1980 | 2011 | 2016 | 2019 | 2021 | 2024 |